# محمود بوزتك
محمود بوزتك (بالتركية: Mahmut Bozteke) (مواليد 21 يونيو 1997، أورفة)، هُو لاعب تايكواندو بارالمبي تركي. تُوج بميداليتين في الألعاب البارالمبية الصيفية، واحدة ذهبية وأخرى برونزية، كما تُوج بعديد الميداليات في بطولة العالم والبطولة الأوروبية للتايكوندو.

## طفولته ونشأته
في سن الحادية عشرة، علقت ذراعا محمد في عمود ذيل جرار أثناء عمله في بستان لأشجار الفستق. بُترت ذراعاه في الحادثة، ونُقل إلى المستشفى حيث مكث ثلاثة أشهر ونصف. خضع لعملية بتر جزئي لذراعيه، وأُخذت أنسجة من ساقيه لاستخدامها في إعادة ترميم جزء من ذراعيه عبر خمس عشرة عملية جراحية. ظل طريح الفراش في المنزل لمدة عام للتعافي من الإصابة والعمليات الجراحية. وبسبب عدم امتلاكه ليدين، تعلم إنجاز أعماله اليومية باستخدام قدميه. انخرط في صالة رياضية لرياضة التايكوندو تابعة لمديرية الشباب والرياضة الإقليمية في حيه، بناء على توصية من أخصائي العلاج الطبيعي الذي قال له: "أنت تستخدم قدميك جيدا، أعتقد أنك تستطيع ممارسة التايكوندو." وخلال دراسته الثانوية في ثانوية السلطان سليمان القانوني التأهيلية، شارك محمد في بطولات إقليمية للسباحة البارالمبية ضمن الفئة إس 6.

## مساره الرياضي
في سن الثالثة والعشرين، تُوج محمود بطلا لتركيا في رياضة التايكوندو لذوي الاحتياجات الخاصة، قبل أن يشارك في المنافسات الدولية.
فاز بوزتيك بالميدالية البرونزية في الفئة كي 44 لوزن أقل من 61 كيلوغرام (134 رطل) في بطولة أوروبا للتايكوندو لذوي الاحتياجات الخاصة لعام 2016، والتي أُقيمت في وارسو عاصمة بولندا. وفي بطولة العالم للتايكوندو لذوي الاحتياجات الخاصة لعام 2017 في لندن، فاز بالميدالية الفضية في منافسات وزن 61 كيلوغرام (134 رطل) فئة كي 44. كما أحرز الميدالية الذهبية في منافسات الفئة كي 44 لوزن 61 كيلوغرام (134 رطل) في بطولة العالم للتايكوندو لذوي الاحتياجات الخاصة لعام 2019 التي أُقيمت في باري بإيطاليا.
تأهل محمود لمنافسات التايكوندو البارالمبي في الألعاب البارالمبية الصيفية 2020. وقد فاز بإحدى الميداليات البرونزية في منافسات وزن أقل من 61 كلغ ‏.
اختير محمود من قبل اللجنة البارالمبية الوطنية التركية ليكون أحد حاملي العلم التركي إلى جانب سيفيلاي أوزتورك في حفل افتتاح الألعاب البارالمبية الصيفية 2024 في باريس. وقد توج بالميدالية الذهبية بعد فوزه على المنغولي بولور-إردين غانباتين في نهائي منافسات فئة كي 44 وزن 63 كلغ ‏ في نفس الدورة البارالمبية.

## وصلات خارجية
- قالب:TaekwondoData
- محمود بوزتك في اللجنة البارالمبية الدولية
- قالب:TMPK profile